# Onthophagus hirculus
Onthophagus hirculus là một loài bọ cánh cứng trong họ Bọ hung (Scarabaeidae).